# نتوء ميدي
نتوء ميدي (بالفرنسية:Aiguille du Midi) وهو بروز لقمّة ضمن ،كتلة مونت بلان في جبال الألب وهو نتوء جبلي قريب جداً من مون بلان يبلغ ارتفاعه 3842 مترا ، وهو أعلى من نتوء شاموني. وعلى قمته الرئيسية يقع برج يحمل هوائيات الاتصالات، والتي تمثل الذروة الحالية.
نتوء ميدي هو نقطة النهاية للتلفريك. تقع محطتها العليا على ارتفاع 3777 متر فوق مستوى سطح البحر. تحتوي الإبرة على أعلى مركز بث إذاعي في فرنسا. إنها نقطة البداية لنزول وادي مون بلان وقبل الصعود إلى القمة الأعلى و التلفريك البانورامي لمون بلان الذي يعبر النهر الجليدي العظيم إلى الجانب الإيطالي عند (3،462 متر) ، مع إطلالة خلابة على وادي أوستا.

## تسلُّقها
تم تسلق القمة الشمالية لنتوء ميدي (3795 مترًا حيث تقع محطة التلفريك اليوم) في 4 آب/أغسطس 1818 من قبل الكونت البولندي أنطوني مالزيفسكي ، مع جان ميشيل بالمات و 5 مرشدين آخرين. في 5 آب/أغسطس 1856 ، وصل الكونت فرناند دي بوييه مع المرشدين ألكسندر ديفواسو وأمبرواز وجان سيموند وسبعة حمالين إلى 25 مترًا تحت قمة القمة الصخرية للقمة الجنوبية (الذروة عند 3842 م) ؛ فقط المرشدين الثلاثة وصلوا إلى القمة لزرع العلم الأبيض للملكيين الفرنسيين هناك.
أول صعود للوجه الشمالي تم إجراؤه في عام 1879 من قبل متسلقي الجبال دنت وماوند ومرشديهم. في عام 1919، فتح متسلق الجبال البريطاني الشهير جورج مالوري، الذي سيختفي لاحقا أثناء تجربة قمة إيفرست، طريقاً مباشراً يحمل اسمه اليوم .
أول صعود من التلال الجنوبية الغربية (المعروفة باسم التلال الكونية) يعود الفضل فيه إلى متسلق الجبال والفيزيائي البريطاني جورج إنجل فينش في عام 1911.
يحظى نتوء ميدي بشعبية كبيرة بين متسلقي الجبال كنقطة انطلاق للعديد من القمم المحيطة بوادي مون بلان، ولعدة طرق جليدية أو مختلطة أو صخرية بحتة. تعد الحواف الشمالية الشرقية والحواف الجنوبية الغربية طرقًا سهلة نسبيًا. يمثل الجزء الشمالي ، الذي يعلوه الجزء الثاني من التلفريك ، طرقًا مختلطة أو جليدية على نطاق واسع وذات صعوبة كبيرة.
يتم اجتياز الوجه الجنوبي من خلال العديد من الطرق الصخرية والعالية المستوى تمامًا الذي افتتحها موريس بوكيه في 13 تموز/ يوليو 1956.
تم الانتهاء من أول سوليتير شتوي على الوجه الشمالي بنجاح بواسطة والتر سيشينيل في عام 1971.
خلافا للرأي الشائع ، فإن الخروج من نتوء ميدي لا يسمح بصعود مون بلان بالطريق العادي. من ناحية أخرى ، إنها نقطة البداية لمنحدر التزلج في الوادي الأبيض.

## معرض الصور

إطلالة بانورامية للمونت بلانك من نتوء ميدي

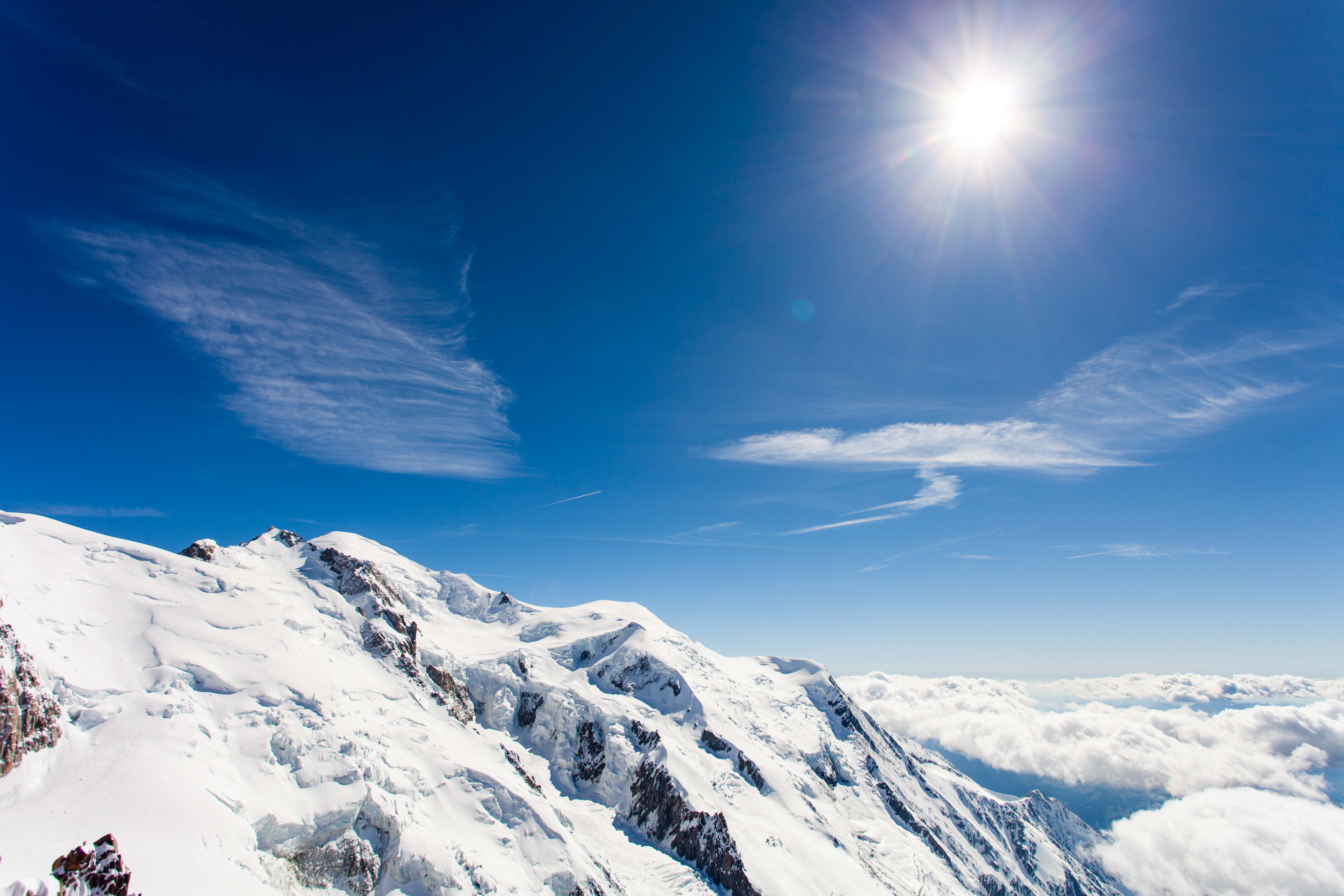
صورة لمونت بلانك من نتوء ميدي
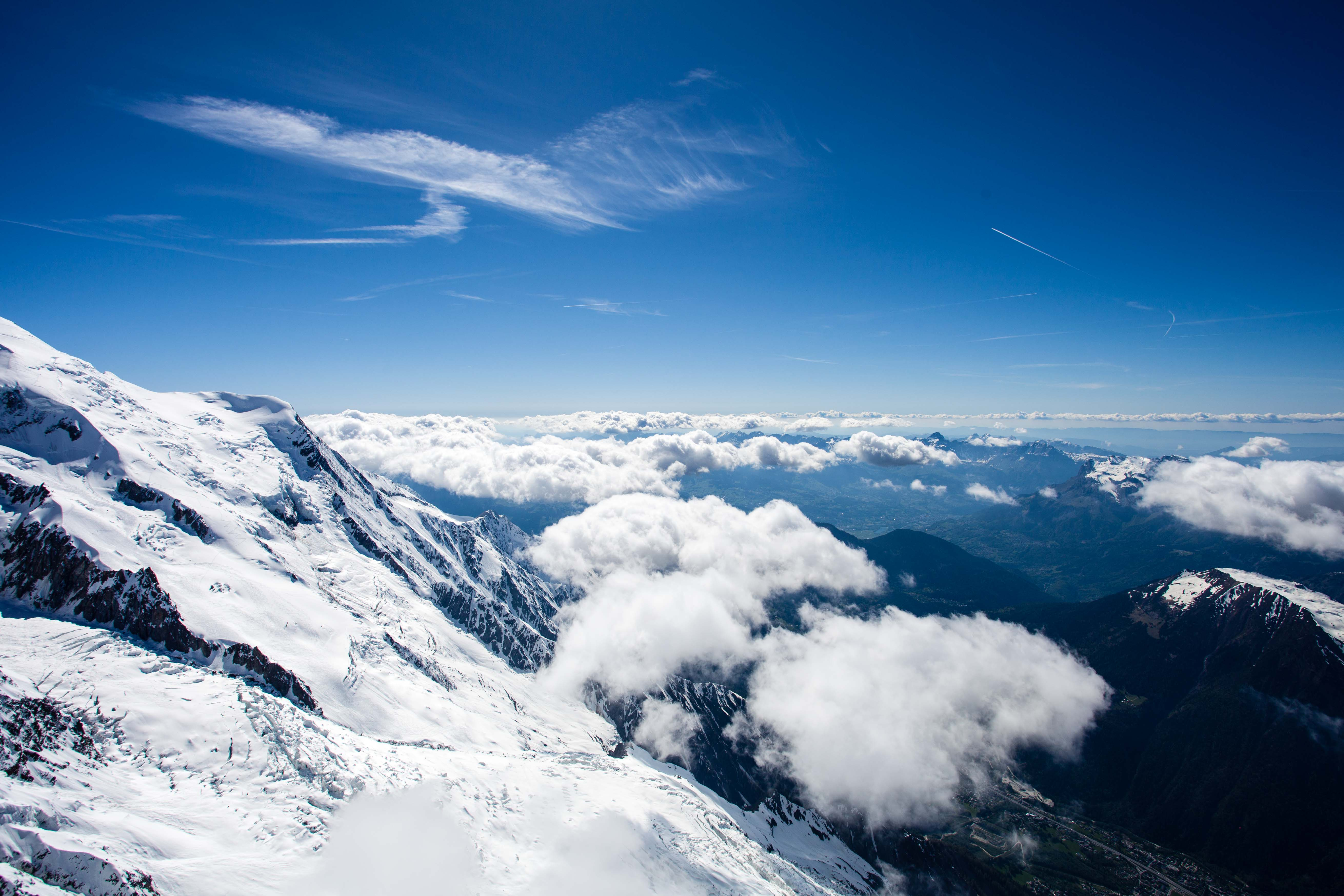
هوشيس
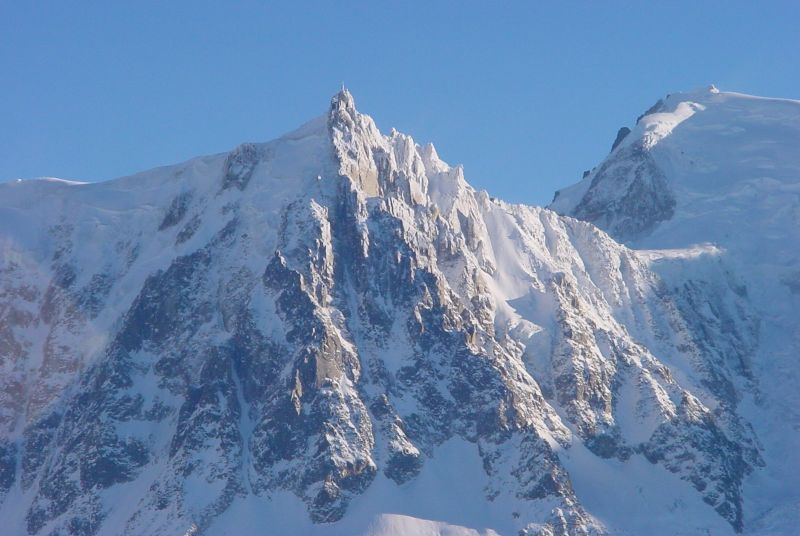
صورة للشمال في فصل الشتاء
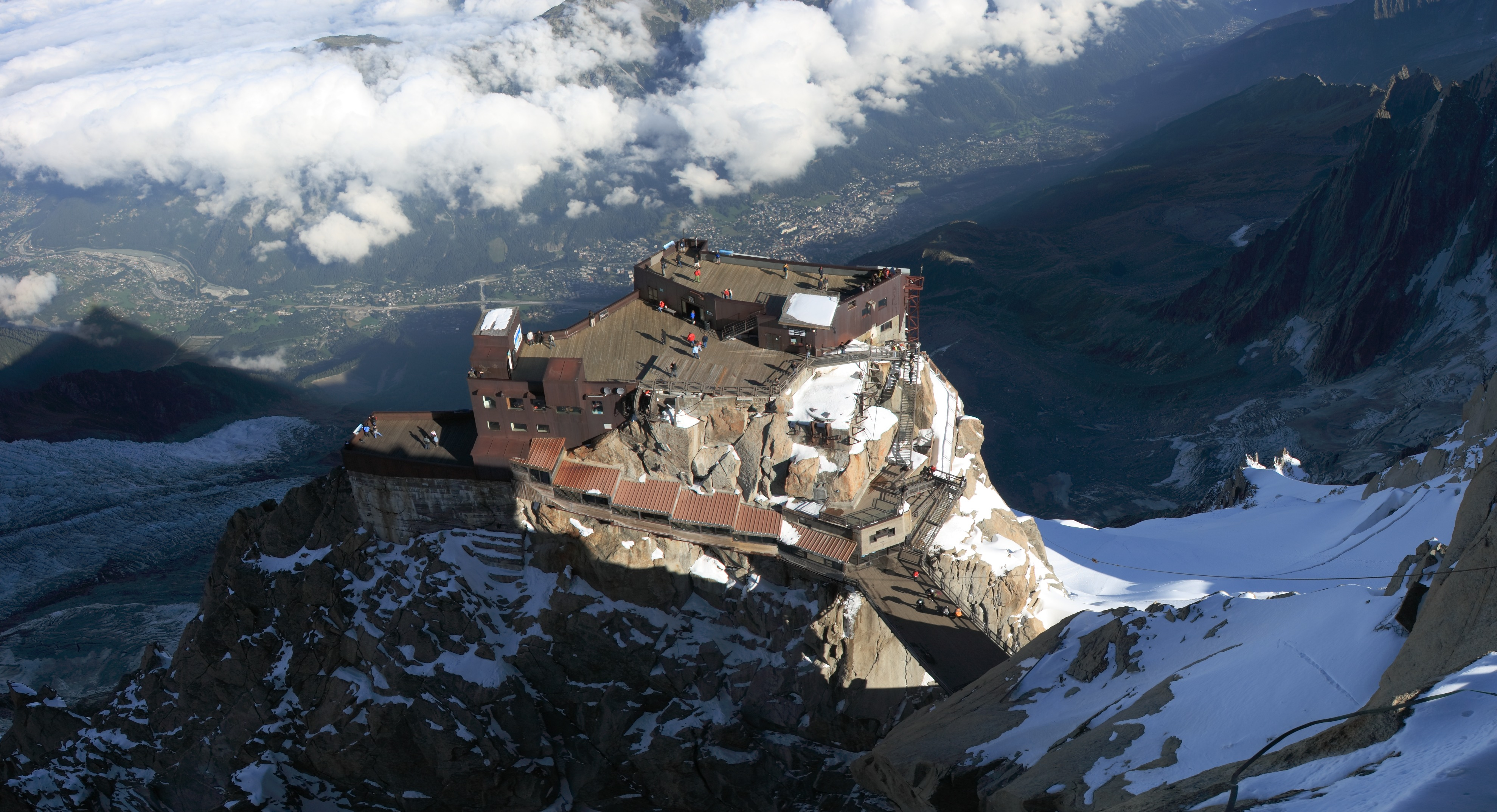
المنصة السفلية من القمة
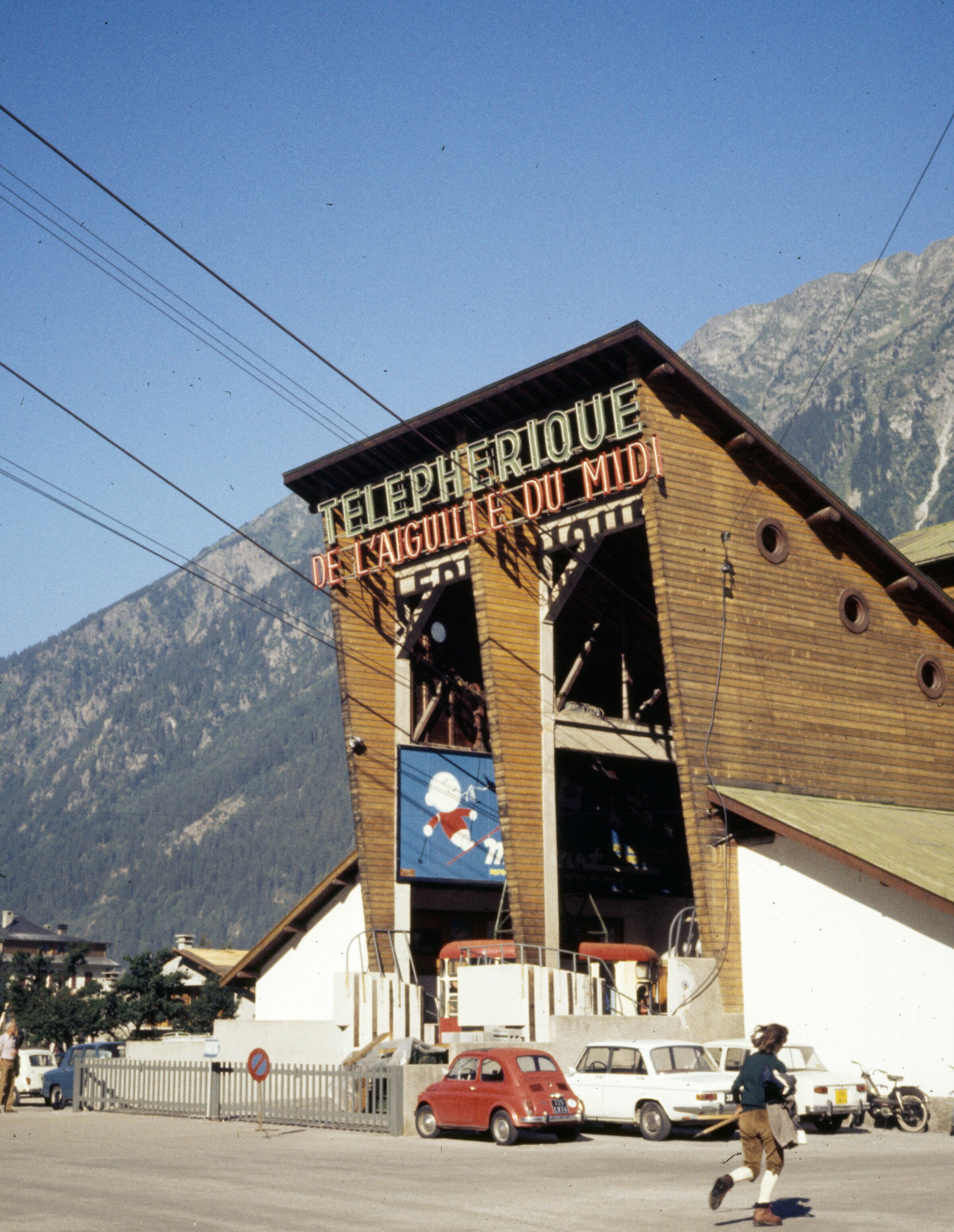
محطة التلفريك (1972)
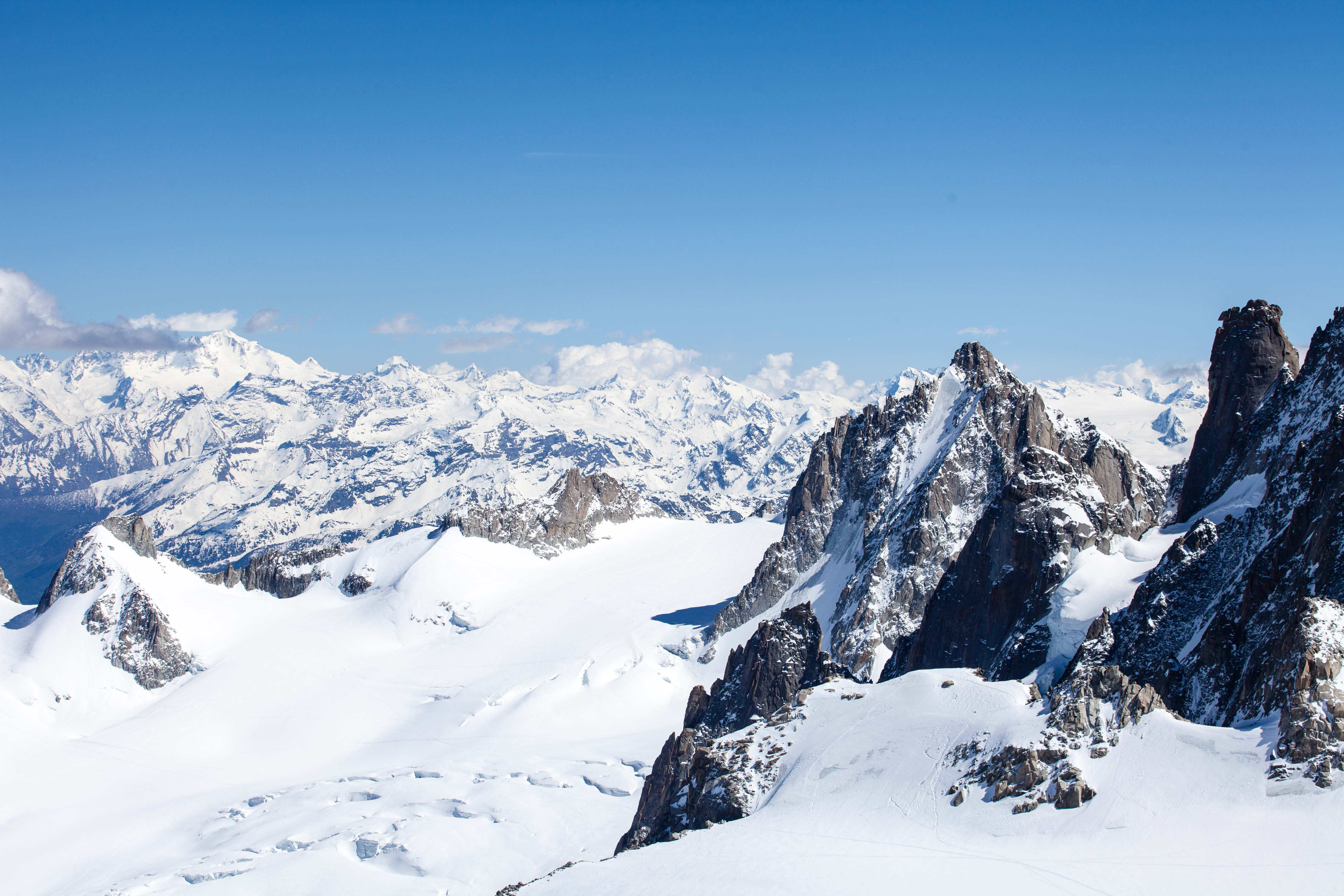
منظر لجبال الألب الإيطالية من نتوء ميدي
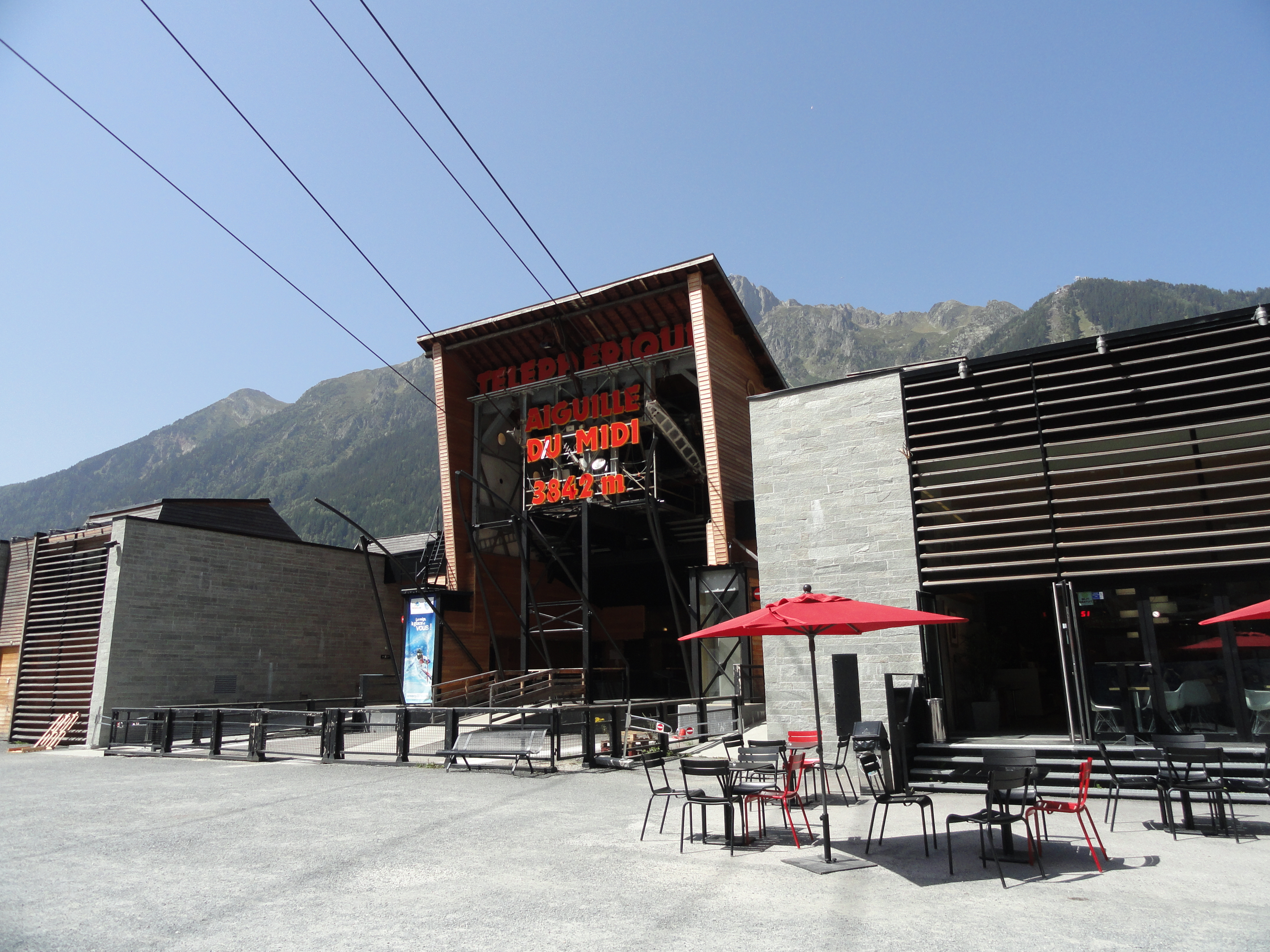
محطة التلفريك (2011)
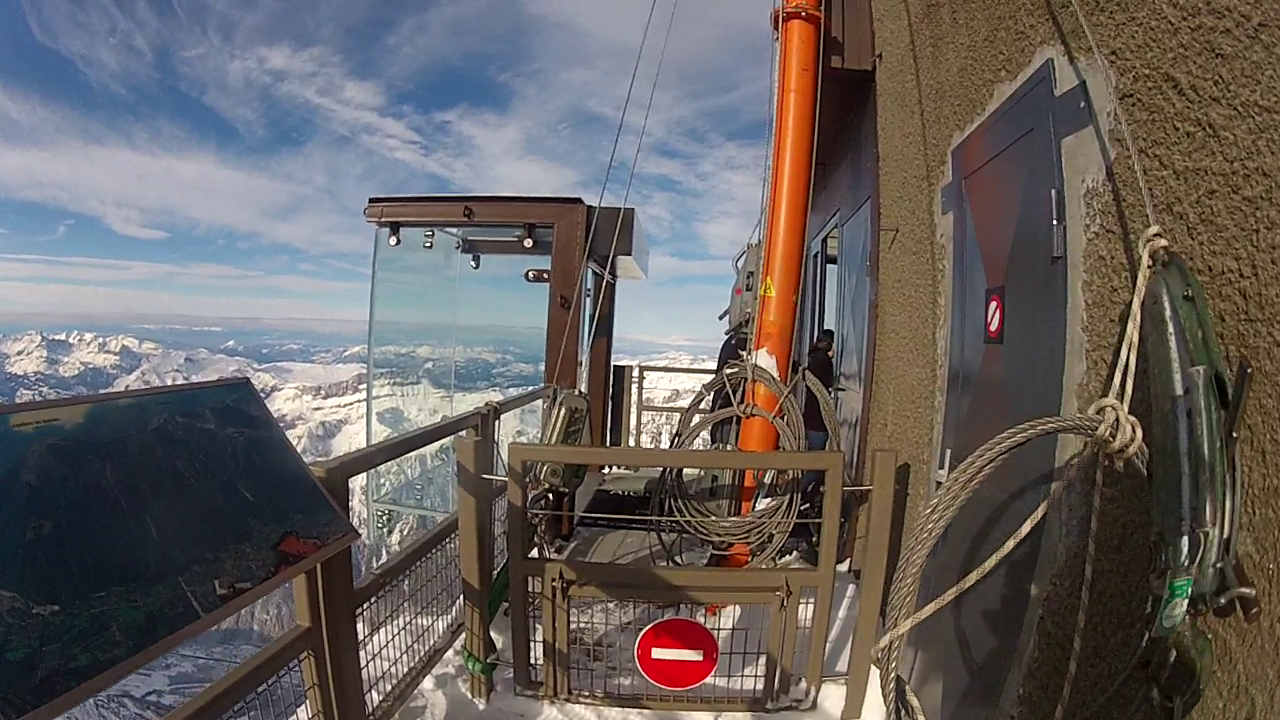
سكاي ووك 27 ديسمبر 2013
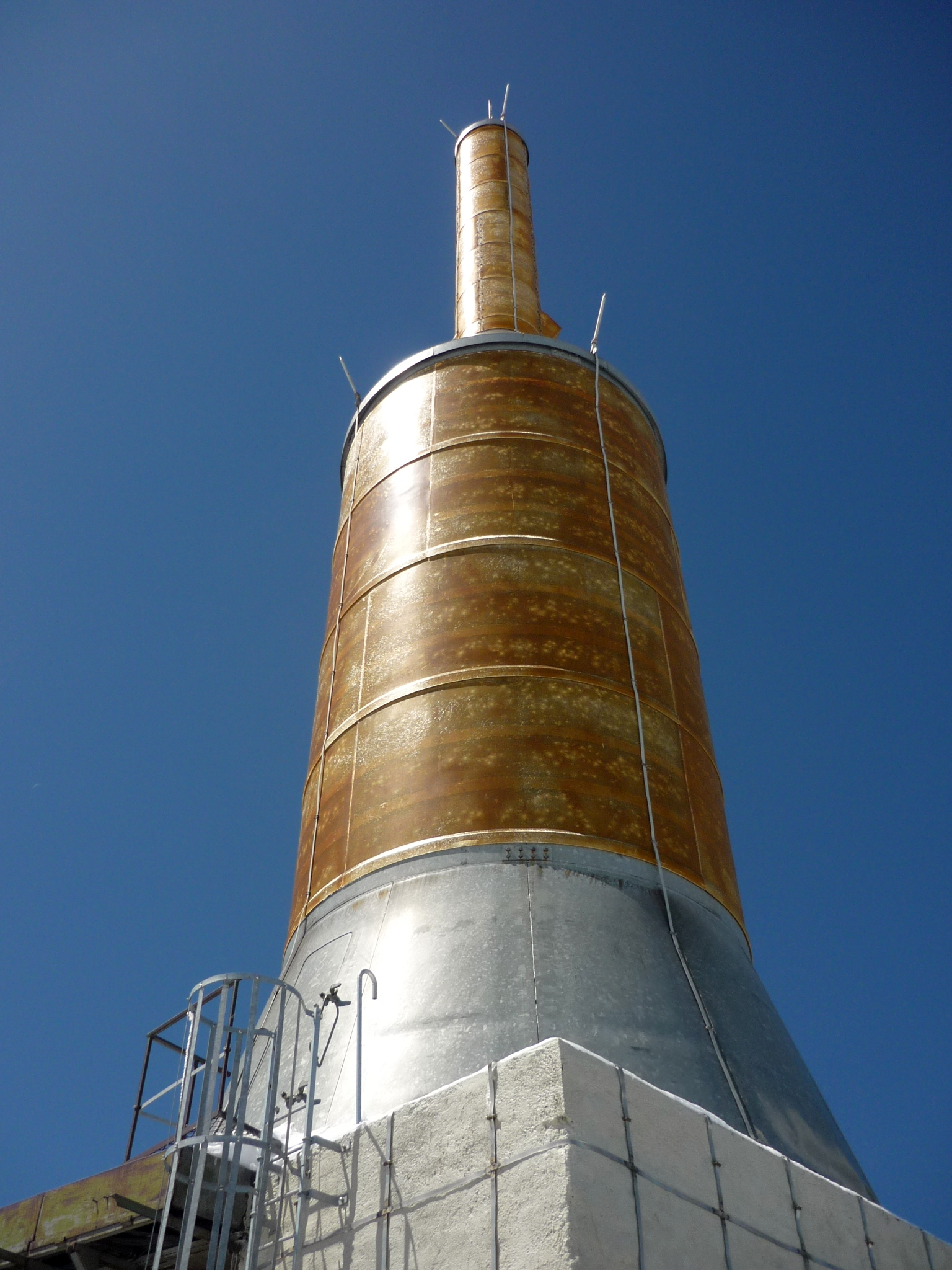
هوائي القمة على نتوء ميدي
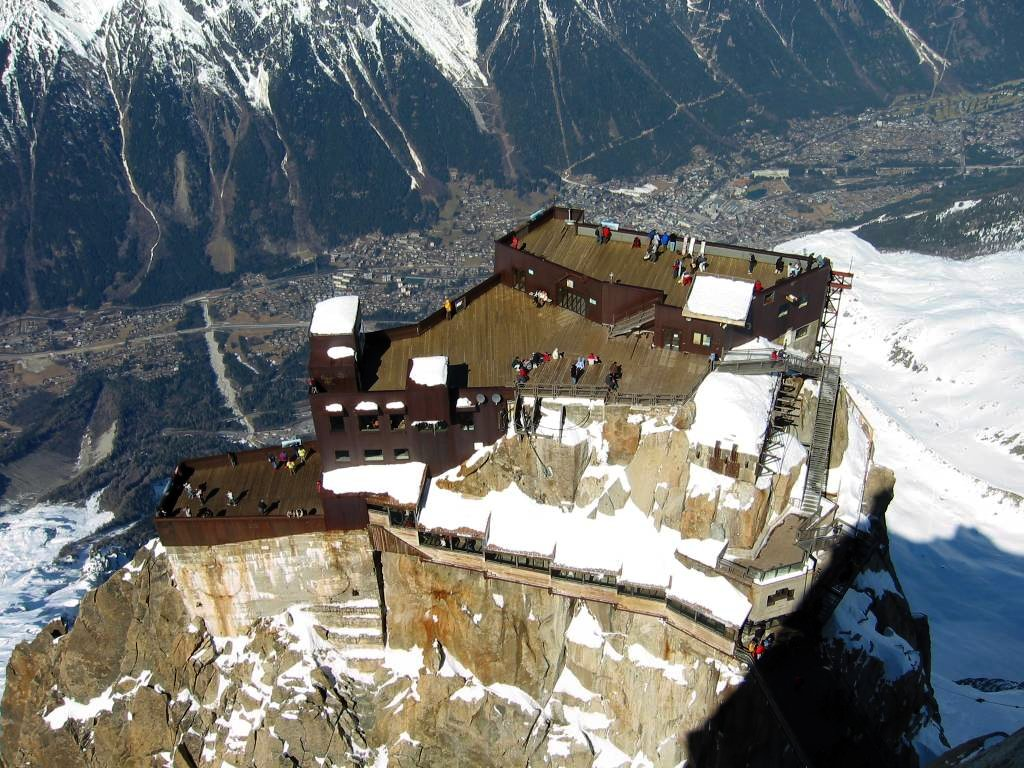
تراسات منخفضة شوهدت في نتوء ميدي شوهدت من الأعلى مع شامونيكس أدناه، مارس 2007
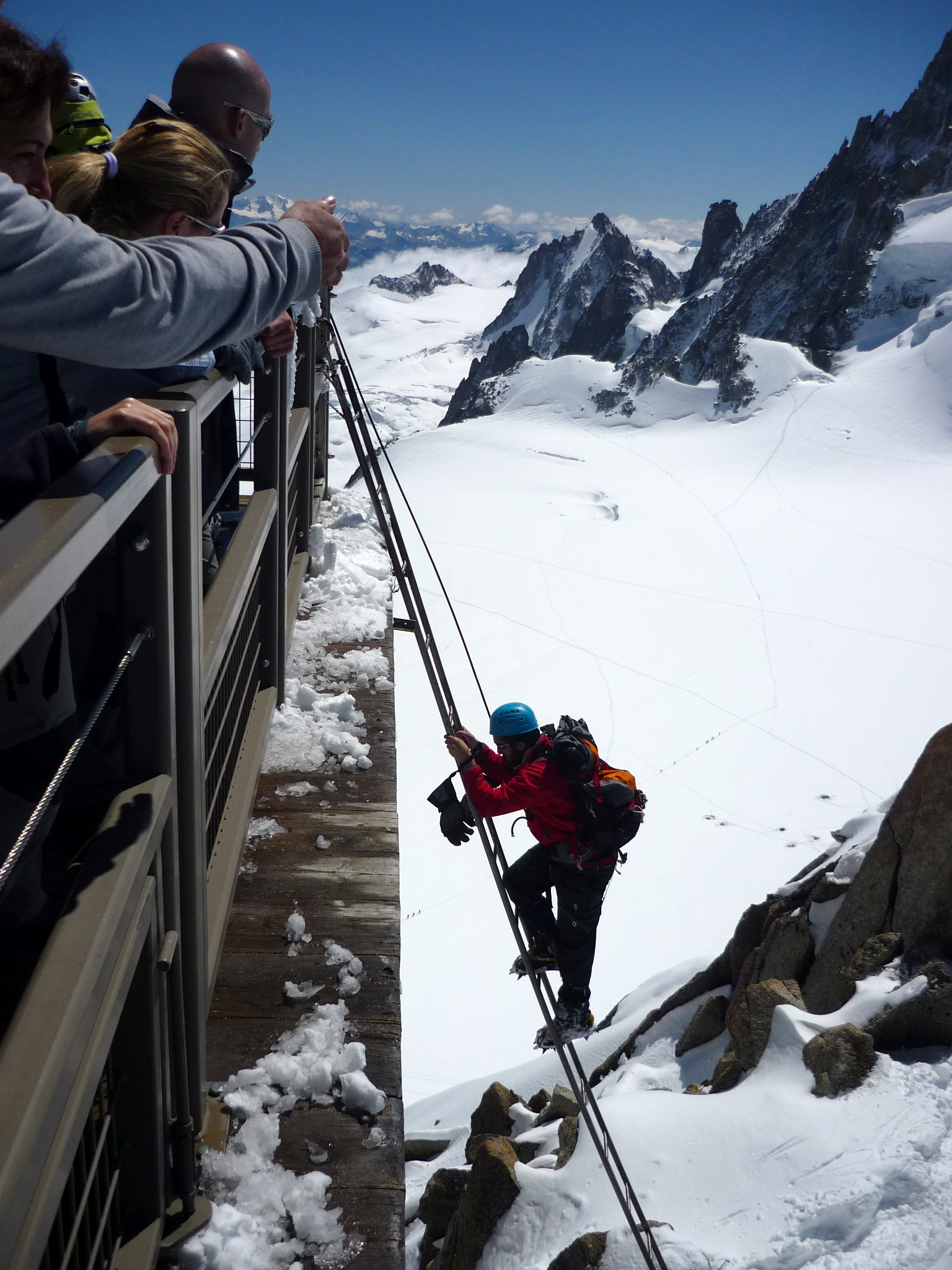
يستخدم متسلقو جبال الألب في "Cosmiques Ridge" سلمًا معدنيًا لإستعادة الوصول إلى "محطة Midi"
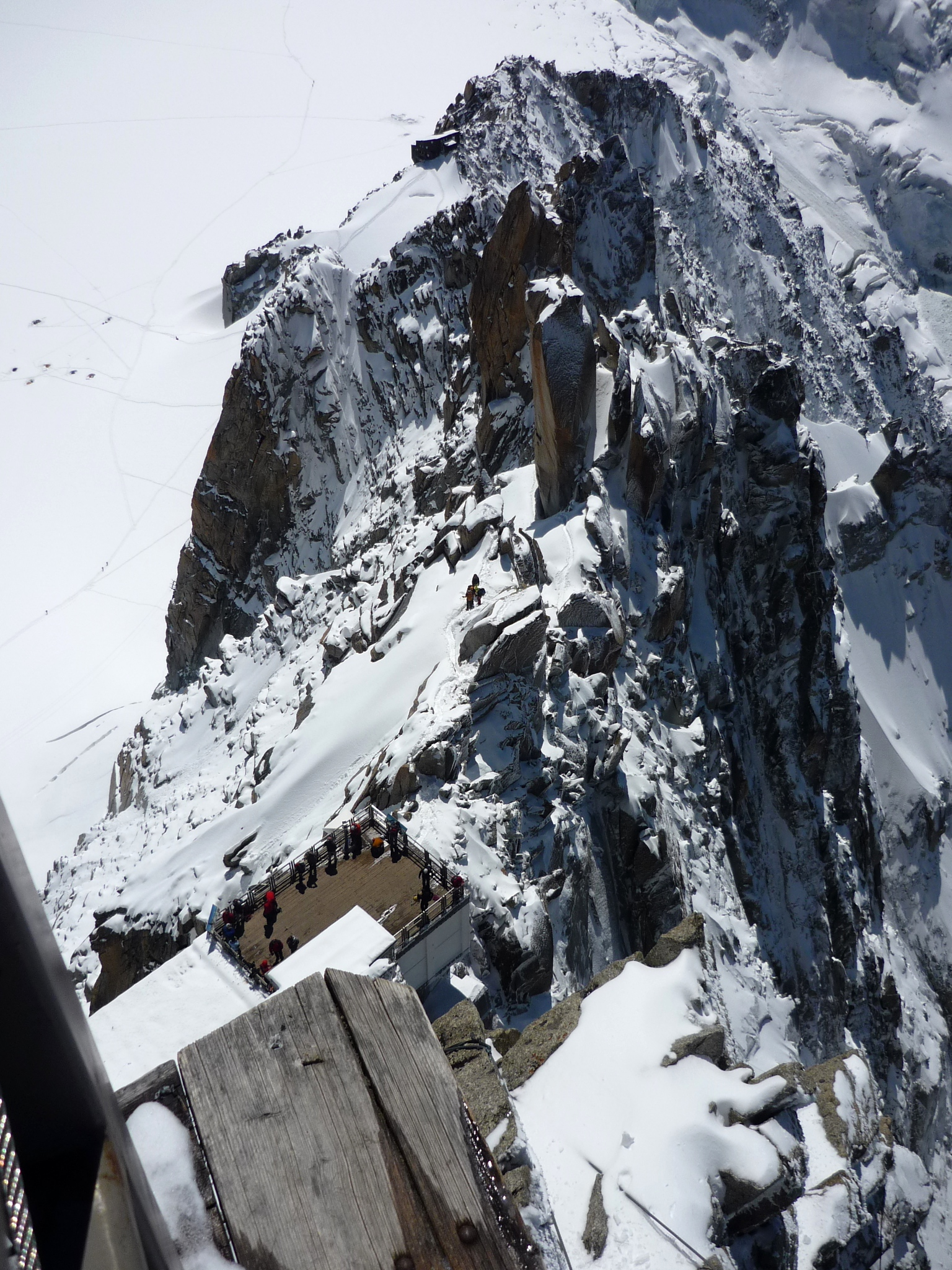
عرض على طول "Cosmiques Ridge" بإتجاه "Refuge des Cosmiques"
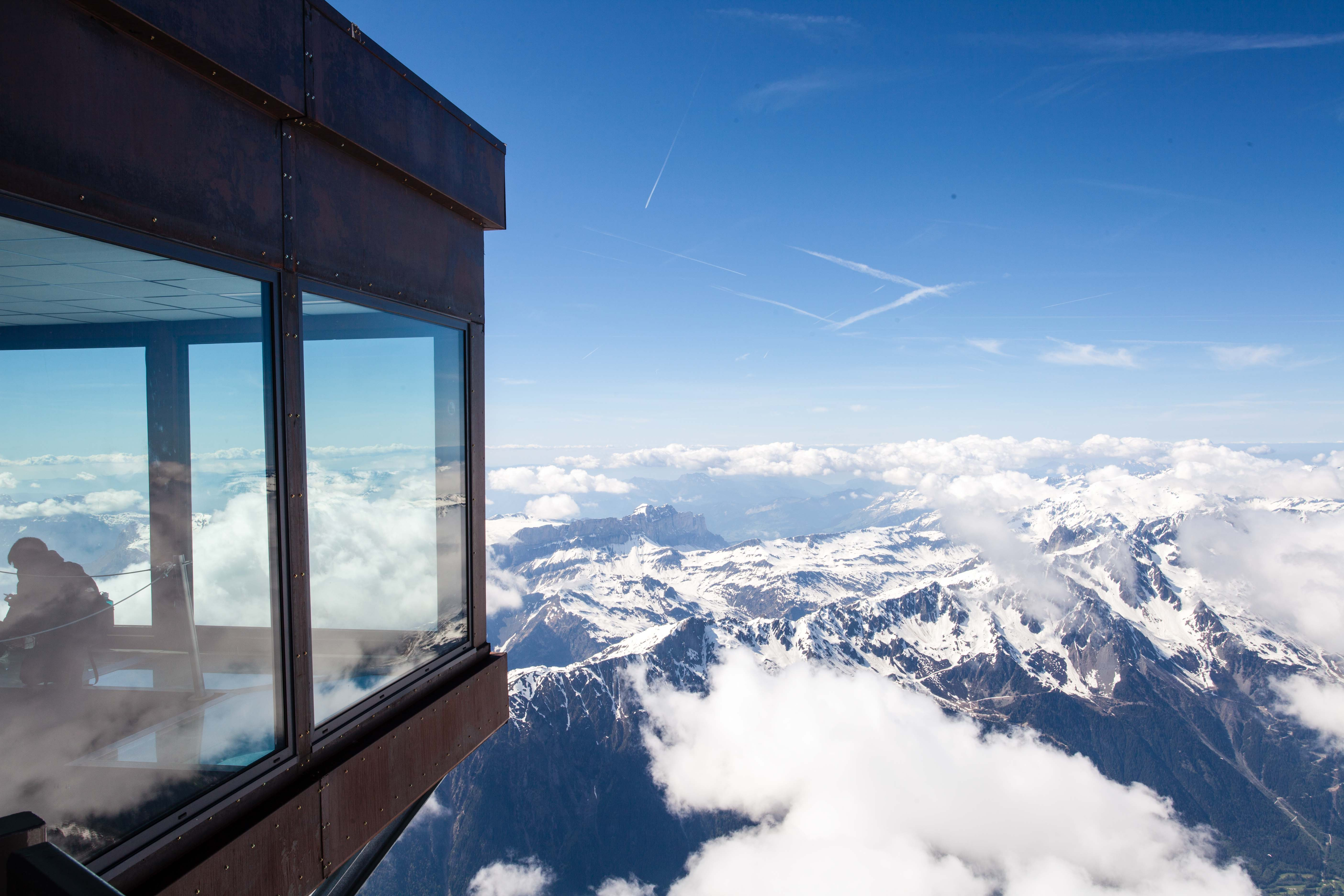
إطلالة بانورامية من جبال الألب الإيطالية
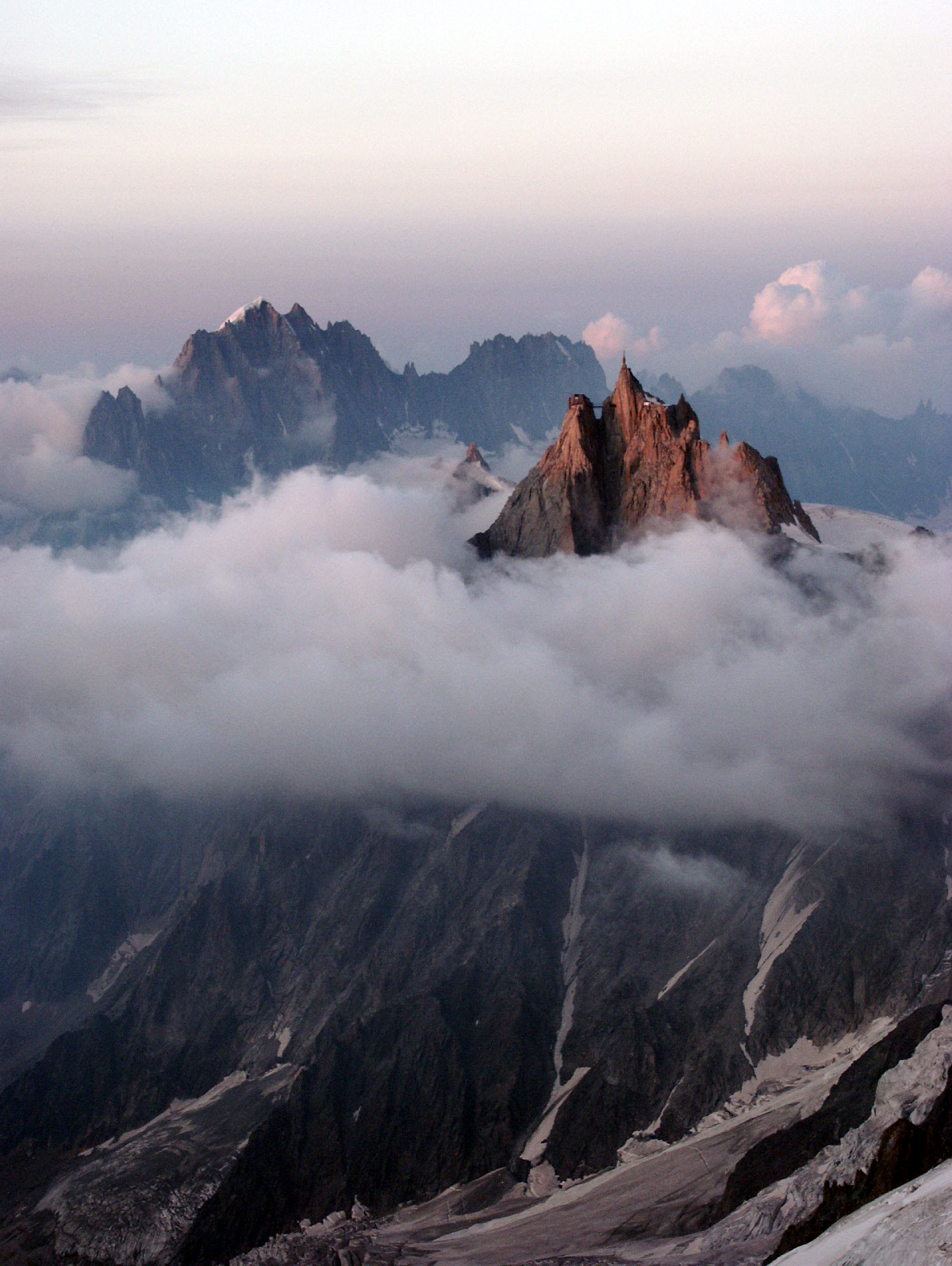
منظر للغروب من أعلى القمة